# Dreams Come True (canção de Aespa)
"Dreams Come True" é uma canção gravada pelo girl group sul-coreano Aespa. Originalmente gravada e lançada como single pelo S.E.S. em 1998, a canção foi regravada pelo Aespa e lançada pela SM Entertainment em 20 de dezembro de 2021, como parte do Projeto Remasterização da SM, e também como o single principal do álbum 2021 Winter SM Town: SMCU Express. A cantora sul-coreana, BoA, participou da produção, coreografia e visual da canção. Posteriormente, foi incluído no segundo extended play do grupo Girls, que foi lançado em 8 de julho de 2022.

## Antecedentes
"Dreams Come True" foi originalmente gravada e lançada pelo S.E.S. em 1998, tornando-se um single de sucesso de seu segundo álbum de estúdio, Sea & Eugene & Shoo, mas essa canção foi baseada em um single de sucesso finlandês lançado em 1996 chamado "Rakastuin mä looseriin" (= Eu me apaixonei por um perdedor) da dupla finlandesa Nylon Beat. Em 4 de novembro de 2021, a SM Entertainment anunciou que Aespa lançaria uma regravação de "Dreams Come True", com lançamento previsto para dezembro. O grupo também está definido para refazer o videoclipe de "Dream Comes True", como parte do "Projeto Remasterização" da agência, onde grupos da geração mais jovem apresentarão novas versões dos videoclipes da geração mais antiga. Em 11 de dezembro de 2021, foi revelado que a canção e um videoclipe da versão do grupo seriam lançados em 20 de dezembro de 2021, como parte do projeto. A integrante de Aespa, Giselle, revelou que o grupo "tentou adicionar [suas] próprias cores à faixa original".

## Composição
A letra de "Dreams Come True" foi escrita por Bada, Yoo Young-jin, BoA e produzida pelos dois últimos com Shaun Kim, BXN e Risto Asikainen. A canção é principalmente uma canção pop "nítida" com forte influência de elementos trap e hip hop. Liricamente, a única diferença entre as duas versões é que a do grupo apresenta um novo verso: "Sim, vá em frente, nah, vá em frente, nah / Vamos trazer de volta aos anos noventa". A energia jovem única da regravação e o estilo contemporâneo são adicionados "para construir uma paisagem sonora que homenageia a arte do S.E.S, ao mesmo tempo em que mostra as proezas vocais do girl group". Clash descreveu a regravação como "uma reinvenção emocionante" com refrão "cintilante" e elementos pop e hip-hop "nítidos" adicionados à sua produção.

## Videoclipe

Aespa visto em uma estética onírica combinada com visuais "de outro mundo"

Um videoclipe para a canção foi carregado no canal do YouTube da SM em conjunto com o lançamento de "Dreams Come True"; o vídeo foi precedido de um teaser–lançado na mesma plataforma um dia antes. O visual "de outro mundo" combina a estética sonhadora do videoclipe original de S.E.S. com o estilo de assinatura futurista e ousado de Aespa. No vídeo, o grupo está realizando a coreografia da canção de uma grande sala de cor roxa cheia de flora alienígena para um espaço contemporâneo com estilo de rua. Mais tarde, em outra cena, Aespa é visto em uma enorme plataforma de design de arranha-céus ao lado de projeções de suas versões virtuais. As borboletas e asas holográficas do videoclipe original foram mantidas.
Divyansha Dongre da Rolling Stone India descreveu os cenários do vídeo como "futuristas e extravagantes". Gladys Yeo, da NME, escreveu que o "novo visual de outro mundo" combina "a estética sonhadora" do videoclipe original de S.E.S. com o "estilo de assinatura futurista e ousado" de Aespa". Escrevendo para Clash, Robin Murray observou o "vídeo fortemente coreografado" por sua "flora alienígena" em torno do grupo.

## Lista de faixas
- Download digital / streaming[9]

1. "Dreams Come True" – 3:24
2. "Dreams Come True" (Instrumental) – 3:24

## Créditos e pessoal
Créditos adaptados do Melon.
Estúdio
- SM BoomingSystem – gravação, edição digital, mixagem
- Sonic Korea – masterização

Pessoal
- Aespa – vocais, vocais de fundo
- Bada – letra
- Yoo Young-jin – letras, composição, direção, vocais de apoio, gravação, edição digital, mixagem
- BoA – letra, composição, arranjo, direção
- Risto Armas Asikainen – composição
- Shaun Kim – arranjo
- BXN – arranjo
- Jeon Hoon – masterização
- Shin Soo-min – assistente de masterização

## Desempenho nas paradas musicais
| Parada musical (2021–2022)                     | Melhor posição |
| ---------------------------------------------- | -------------- |
| Coreia do Sul (Circle)                         | 8              |
| Coreia do Sul (K-pop Hot 100)                  | 5              |
| Estados Unidos (Billboard World Digital Songs) | 7              |
| Global 200 (Billboard)                         | 197            |
| Singapura (RIAS Top Regional)                  | 8              |
| Vietnã (Vietnam Hot 100)                       | 47             |

| Parada musical (Janeiro de 2022) | Posição |
| -------------------------------- | ------- |
| Coreia do Sul (Circle)           | 8       |

| Parada musical (2022)  | Posição |
| ---------------------- | ------- |
| Coreia do Sul (Circle) | 64      |

## Certificações
| Região                                                          | Certificação | Unidades certificadas/vendas |
| --------------------------------------------------------------- | ------------ | ---------------------------- |
| Japão (RIAJ)                                                    | Ouro         | 50,000,000†                  |
| † Números somente de streaming com base apenas na certificação. |              |                              |

## Histórico de lançamento
| Região | Data                   | Formato(s)                 | Gravadora(s) | Ref.   |
| ------ | ---------------------- | -------------------------- | ------------ | ------ |
| Várias | 20 de dezembro de 2021 | Download digital streaming | SM Dreamus   | [ 21 ] |